# První editace na Wikipedii

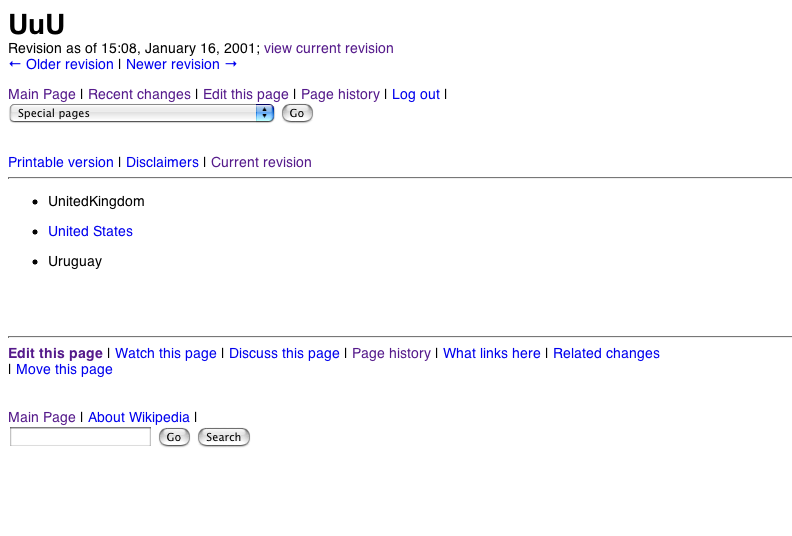
První veřejně dostupná editace na Wikipedii

První editace na Wikipedii, která byla zanesena do databáze této encyklopedie, byla provedena v den jejího založení, 15. ledna 2001, když její zakladatel Jimmy Wales napsal na titulní stranu encyklopedie větu „This is the new WikiPedia!“ (česky „Tohle je nová WikiPedie!“).
Wales v roce 2019 nicméně uvedl, že před onou editací z 15. ledna 2001 prováděl ještě téhož dne jiné editace, které se však nacházely pouze na pevném disku v jeho počítači. První editací na Wikipedii, kterou dnes nelze dohledat, tak měl být text „Hello, World!“ (česky „Ahoj, světe!“) uvedený na hlavní straně encyklopedie. První dnes veřejně dohledatelná editace Wikipedie pak z technických důvodů pochází až z 16. ledna 2001 na stránce se seznamem států světa, které začínají na písmeno U.
V prosinci 2021 Jimmy Wales uvedl, že chce jako NFT svou první editaci prodat.